# روتسنهام
روتسنهام (به آلمانی: Rutzenham) یک منطقهٔ مسکونی در اتریش است که در ناحیه وکلابروک واقع شده‌است. روتسنهام ۴٫۸ کیلومتر مربع مساحت دارد ۴۲۱ متر بالاتر از سطح دریا واقع شده‌است.